# 唐吉塔

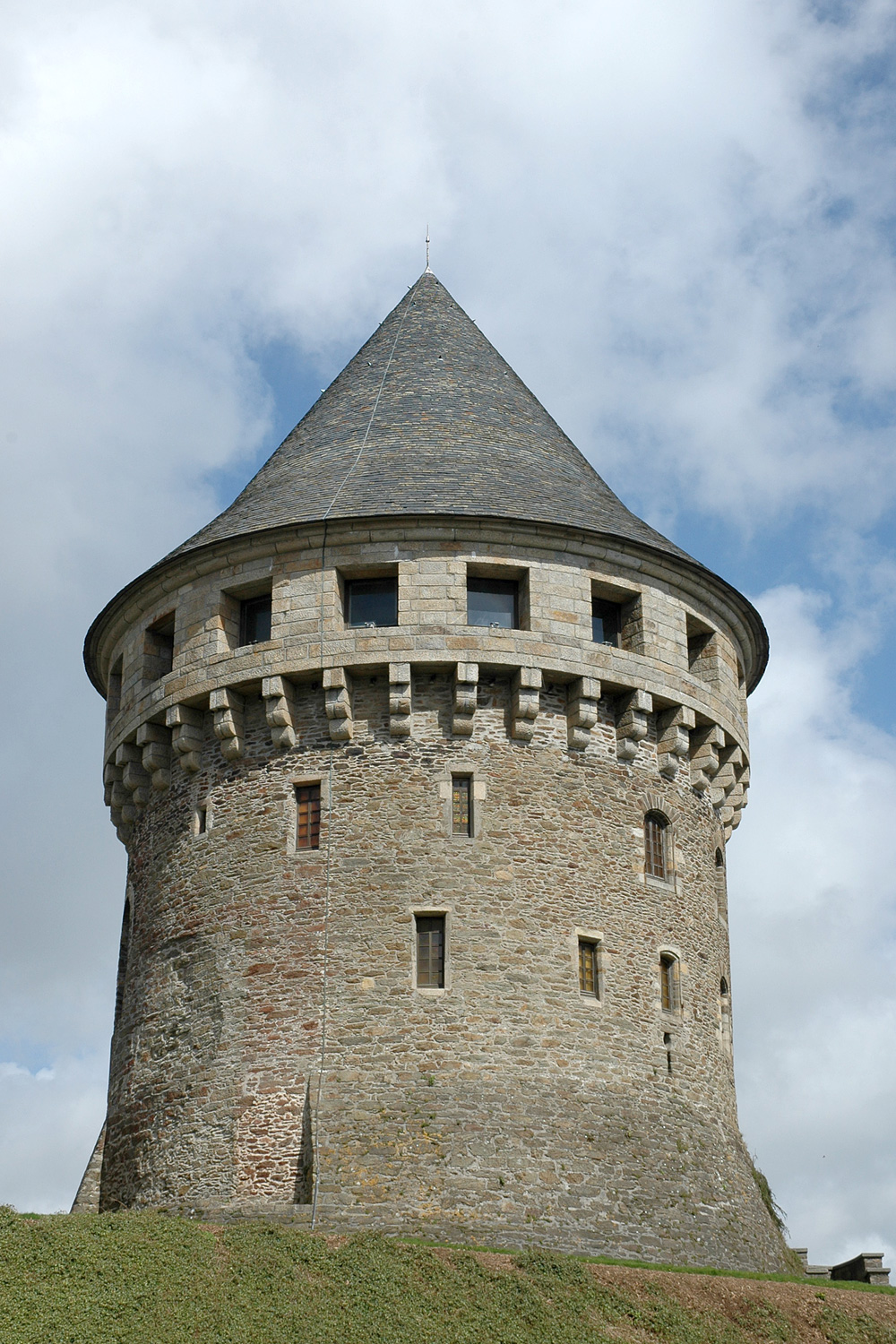
唐吉塔

唐吉塔（法語：Tour Tanguy）是法国布雷斯特的一座中世纪塔楼，位于彭费尔德河河畔。它可能建于布列塔尼继承战争期间，面对布雷斯特城堡现在通过皮埃尔·佩龙广场外的一条道路进入，在桥的一端。现在这里开设老布列斯特博物馆，收藏了二战前夕的布雷斯特城市立体透视模型。

## 历史
1959年，该镇请画家吉姆·塞维莱克重新调查绘制该镇历史古迹，而这些过去的遗迹已所剩无几。1962年7月25日，塔楼修复，并作为布雷斯特老城博物馆对外开放。1971年，增加了一个塔楼，并更换了沿着城墙的新哥特式檐口，以复原塔楼的中世纪形状。

## 博物馆

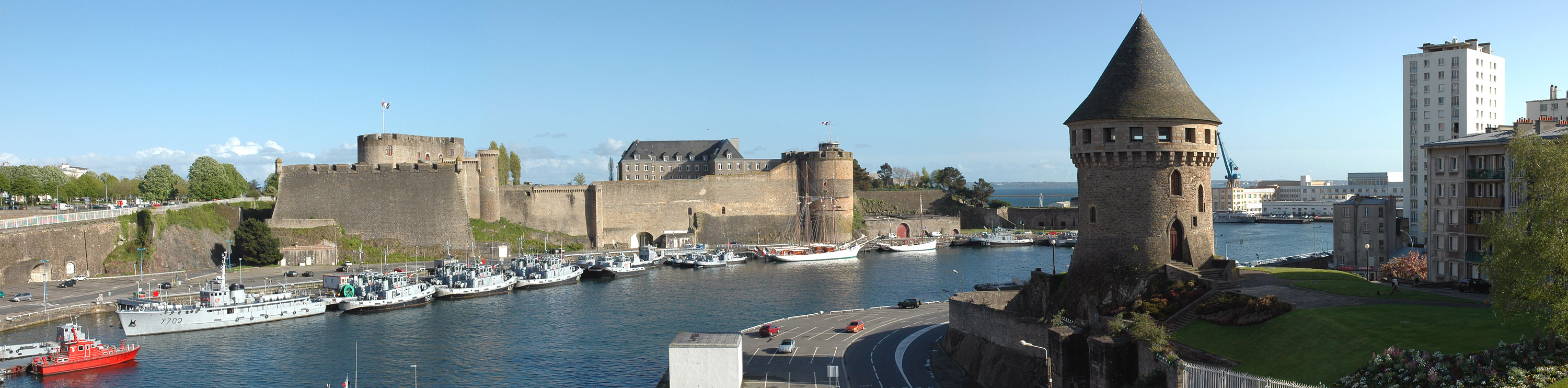
城堡和唐吉塔全景